# Jacqueline de Romilly
Jacqueline Worms de Romilly, nascida Jacqueline David (Chartres, 26 de março de 1913 - Boulogne-Billancourt, 18 de dezembro de 2010), foi uma filóloga, erudita e escritora de ficção francesa. De ascendência judaica, ela foi a primeira mulher docente do Collège de France e, em 1988, a segunda mulher a entrar na Academia Francesa. Ela também era conhecida por seu trabalho sobre a cultura e a língua da Grécia Antiga, e, em particular, sobre Tucídides.

## Vida
Filha do professor de filosofia Maxime David e de Jeanne Malvoisin, casou-se em 1940 com Michel Worms de Romilly. Procedeu com seus estudos em Paris, primeiro no Lycée Molière (Paris), depois no famoso Lycée Louis-le-Grand, seguindo então para Escola Normal Superior de Paris na Rua Ulm (1933) e, finalmente, para Universidade de Paris Sorbonne.
Licenciou-se e doutorou-se em letras, passando a ensinar em liceus (estabelecimentos de ensino secundário na França) e, depois, torna-se professora de língua e literatura grega na Universidade de Lille (1949-1957) e na Universidade de Paris Sorbonne (1957-1973). Em 1973 é nomeada professora no Collège de France junto a cadeira "A Grécia e a formação do pensamento moral e político".
Romilly foi a primeira mulher a lecionar no Collège de France e a primeira mulher a se tornar membro da Académie des Inscriptions et Belles-Lettres (1975), sucedendo a Pierre Chantraine, e a presidir a instituição, em 1987.
Em 1988, ela foi a segunda mulher (depois de Marguerite Yourcenar) a entrar na Academia Francesa, sendo eleita para tomar posse da cadeira número 7, anteriormente ocupada por André Roussin. Em 1995 ela obtém a nacionalidade grega e, em 2000, foi nomeada embaixadora do helenismo pelo governo da Grécia. Romilly foi presidente da Associação Guillaume Budé (Association Guillaume Budé) e permaneceu  como presidente honorária da instituição.
Romilly obteve o título de doutor honoris causa por diversas universidades, dentre as quais Oxford, Atenas, Dublin, Heidelberg, Montreal e Yale.
Atuou como membro correspondente de diversas academias, tais como Academia da Dinamarca (em dinamarquês: Det Dansk Akademi), British Academy, Academia de Belas-Artes de Viena (em alemão: Akademie der bildenden Künste Wien), Academia de Atenas (em grego: Ακαδημία Αθηνών), Academia de Ciências da Baviera (em alemão: Bayerische Akademie der Wissenschaften), Academia Real das Artes e Ciências dos Países Baixos (em holandês: Koninklijke Nederlandse Akademie van Wetenschappen), Academia de Belas Artes de Nápoles (em italiano: Accademia di belle arti di Napoli), Academia de Ciências de Turim (em italiano: Accademia delle Scienze di Torino), Academia Ligustica de Belas Artes de Gênova (em italiano: Accademia ligustica di belle arti di Genova), Academia de Artes e Ciências dos Estados Unidos (em inglês: American Academy of Arts and Sciences).

## Algumas obras
Jacqueline de Romilly escreveu inúmeras obras, destacando-seː
- Thucydide et l'impérialisme athénien, la pensée de l'historien et la genèse de l'œuvre (Tese de doutorado). Paris: Belles-Lettres, 1947; 1951 e 1961 (ISBN 9-6020-6467-6)
- Histoire et raison chez Thucydide. Paris: Belles-Lettres, 1956; 1967 (ISBN 2-2513-2563-8)
- La Crainte et l'angoisse dans le théâtre d'Eschyle. Paris: Belles-Lettres, 1958; 1971 (ISBN 9-6086-3317-6)
- L'évolution du pathétique, d'Eschyle à Euripide. Paris: PUF, 1961; 1980 (ISBN 9-6086-3313-3)
- Nous autres professeurs. Paris: Fayard, 1969.
- La Tragédie grecque. Paris: PUF, 1970; 1982. Edição portuguesa: "A Tragédia Grega". Lisboa: Edições 70, 1997 (ISBN 972-44-1022-6)
- Le Temps dans la tragédie grecque. Paris: J. Vrin, 1971 (ISBN 9-6086-3314-1 et 978-9-6086-3314-8)
- La Loi dans la pensée grecque, des origines à Aristote. Paris: Belles-Lettres, 1971
- Problèmes de la démocratie grecque. Paris: Hermann, 1975, (ISBN 2-7056-5781-9)
- La douceur dans la pensée grecque. Paris: Les Belles Lettres, 1979 ; Pluriel, 1995 (ISBN 978-9-6014-1536-9)
- Précis de littérature grecque. Paris: PUF, 1980; Quadrige, 2002; PUF, 2007 (ISBN 2-1305-6076-8)
- L'Enseignement en détresse. Paris: Julliard, 1984; 1991
- «Patience, mon cœur» : l'essor de la psychologie dans la littérature grecque classique. Paris: Belles-Lettres, 1984; Plon, Agora, 1994
- Homère. Paris: PUF, 1985 (Que sais-je?)
- La Modernité d'Euripide. Paris: PUF, 1986
- Sur les chemins de Sainte-Victoire. Paris: Julliard, 1987; de Fallois, 2002
- Les Grands Sophistes dans l'Athènes de Périclès. Paris: de Fallois, 1988
- La Grèce antique à la découverte de la liberté. Paris: de Fallois, 1989
- La construction de la vérité chez Thucydide. Paris: Julliard, 1990; Juliard, 1999 (ISBN 2-2600-0654-X)
- Ouverture à cœur. Paris: de Fallois, 1990 (ISBN 978-2-2530-5989-9)
- Écrits sur l'enseignement. Paris: de Fallois, 1991
- Pourquoi la Grèce ? Paris: de Fallois, 1992 (ISBN 2-8770-6155-8); LGF, 1994 (ISBN 2-2531-3549-6)
- Les Œufs de Pâques. Paris: de Fallois, 1993
- Lettres aux parents sur les choix scolaires. Paris: de Fallois, 1994
- Rencontre avec la Grèce Antique. Paris: de Fallois, 1995 (ISBN 2-2860-5228-X)
- Alcibiade ou les dangers de l'ambition. Paris: de Fallois, 1995; Tallandier, 2008 (ISBN 2-8473-4528-0)
- Jeux de lumière sur l'Hellade. Saint-Clément-de-Rivière: Fata Morgana, 1996
- Hector. Paris: de Fallois, 1997 (ISBN 9-6086-3310-9 e 978-9-6086-3310-0)
- Le Trésor des savoirs oubliés. Paris: de Fallois, 1998; LGF, 1999 (ISBN 2-2531-4587-4)
- Laisse flotter les rubans. Paris: de Fallois, 1999 (ISBN 2-8770-6367-4)
- La Grèce antique contre la violence. Paris: de Fallois, 2000
- Héros tragiques, héros lyriques. Saint-Clément-de-Rivière: Fata Morgana, 2000
- Roger Caillois hier encore. Saint-Clément-de-Rivière: Fata Morgana, 2001
- Sous des dehors si calmes. Paris: de Fallois, 2002
- Une certaine idée de la Grèce. Paris: de Fallois, 2003; LGF, 2006(ISBN 2-2531-1133-3)
- De la Flûte à la Lyre. Saint-Clément-de-Rivière: Fata Morgana, 2004 (ISBN 9-6086-3319-2)
- L'Invention de l'histoire politique chez Thucydide. Lyon: ENS, 2005 (ISBN 2-7288-0351-X)
- L'Élan démocratique dans l'Athènes ancienne. Paris: de Fallois, 2005 (ISBN 9-6089-2520-7)
- Les Roses de la solitude. Paris: LGF, 2007 (ISBN 2-2531-2210-6)
- Dans le jardin des mots. Paris: LGF, 2008 (ISBN 2-2531-2438-9)
- Le Sourire innombrable. Paris: de Fallois, 2008; LGF, 2009 (ISBN 2-2531-2655-1)
- Petites leçons sur le grec ancien (com Monique Trédé-Boulmer). Paris: Stock, 2008; LGF, 2010 (ISBN 2-2531-2912-7)
- Les Révélations de la mémoire. Paris: de Fallois, 2009; LGF, 2010 (ISBN 2-2531-3356-6)
- La grandeur de l'homme au siècle de Périclès. Paris: de Fallois, 2010 (ISBN 2-8770-6718-1)
- Au Louvre avec Jacqueline de Romilly et Jacques Lacarrière. Paris: Somogy, Éditions d'art, 2001 (ISBN 2-8505-6492-3)
- Jacqueline de Romilly raconte l'Orestie d'Eschyle. Paris: Bayard Centurion, 2006 (ISBN 2-2274-7600-1)
- La tragédie grecque. Paris: PUF, 2006 (ISBN 2-1305-5872-0)
- Sous des dehors calmes. Paris: de Fallois, 2002 (ISBN 2-8770-6453-0)
- Les Grands Sophistes dans l'Athènes de Périclès. Paris: LGF, 2004 (ISBN 2-2531-0803-0)
- La Grèce antique: Les plus beaux textes d'Homère à Origène. Paris: Bayard Centurion, 2003 (ISBN 2-2274-7058-5)
- Actualité de la Démocratie Athénienne (com Fabrice Amedeo). Paris: 2009.
- Dictionnaire de littérature grecque ancienne et moderne. 2004 (ISBN 9-6022-7336-4)
- Pour l'amour du grec [ancien] 2002 (ISBN 9-6075-6375-1)
- Jeanne, récit autobiographique. Paris: de Fallois, 2011 (ISBN 978-2-87706-757-7)
- Thucydide, La Guerre du Péloponnèse (édition bilingue français-grec). Paris: Belles Lettres (1ª ed.: 1953-1972), 2009, coleção Classiques en poche: Tomo 1, Livros I e II, 404 p. (ISBN 2-2518-0005-0); Tomo 2, Livros III, IV, V, 532 p. (ISBN 2-2518-0006-9); Tomo 3, Livros VI, VII e VIII, 553 p. (ISBN 2-2518-0007-7)